# Crotalaria stipularia
Crotalaria stipularia är en ärtväxtart som beskrevs av Nicaise Auguste Desvaux. Crotalaria stipularia ingår i släktet sunnhampor, och familjen ärtväxter. Inga underarter finns listade i Catalogue of Life.

## Bildgalleri

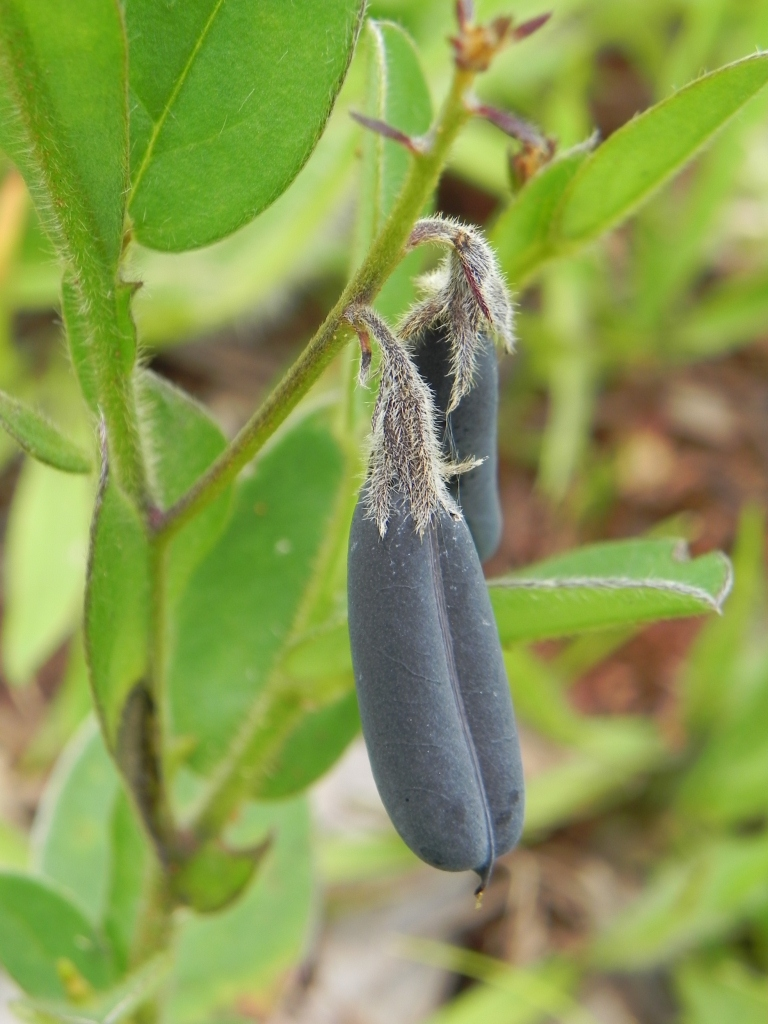
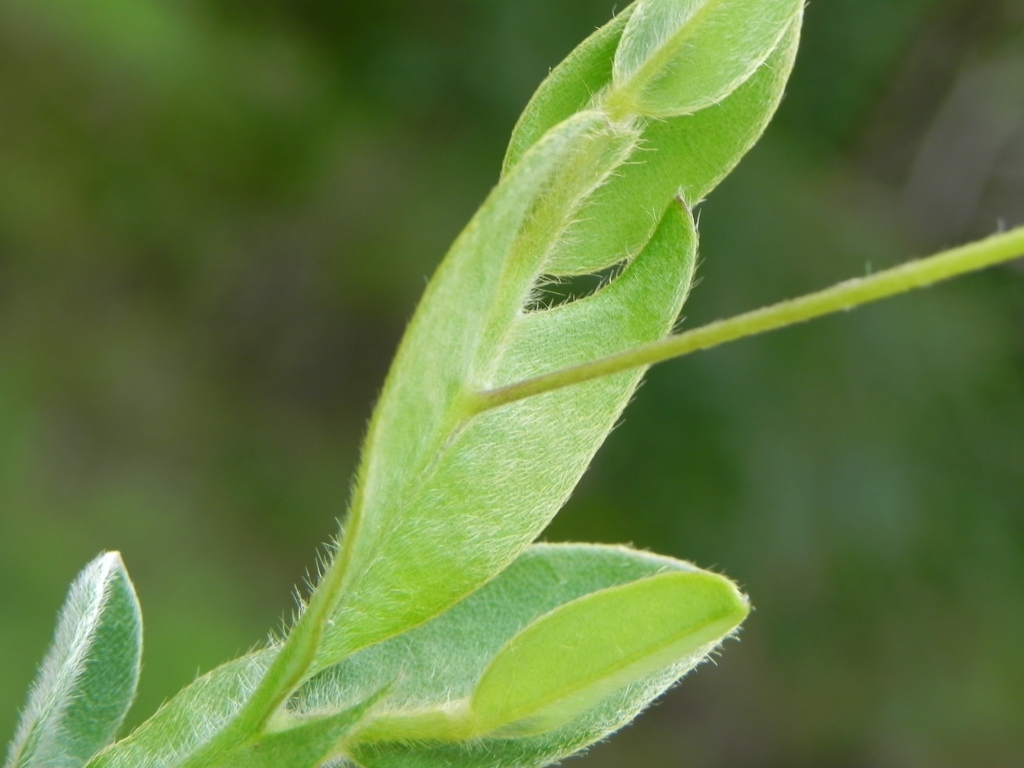
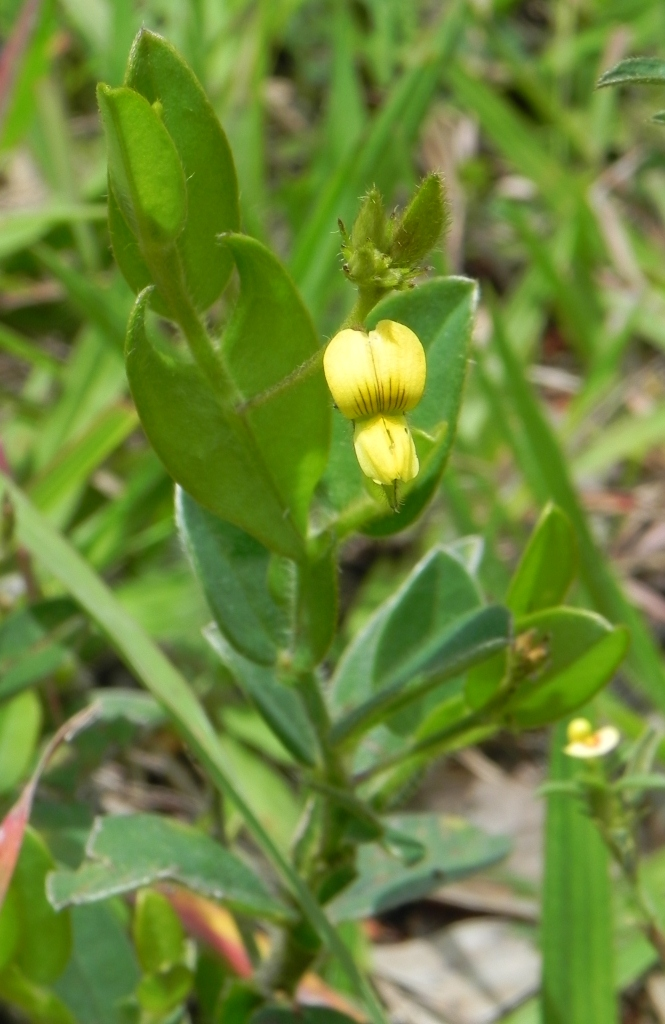